# Ruben Pereira
Ruben Fabián Pereira Márquez (født 28. januar 1968 i Montevideo, Uruguay) er en tidligere uruguayansk fodboldspiller (defensiv midtbane), der mellem 1988 og 1996 spillede 27 kampe for Uruguays landshold. Han deltog blandt andet ved VM i 1990 i Italien, hvor han spillede to af holdets fire kampe.
På klubplan spillede Pereira for begge Montevideo-storklubberne CA Peñarol og Nacional, samt den mindre klub Danubio. Han var også tilknyttet Boca Juniors i Argentina samt Cremonese i Italien.